# Катастрофа Boeing 737 у Дуалі (2007)
Катастрофа Boeing 737 в Дуалі (2007) — авіаційна катастрофа, що сталася в ніч на суботу 5 травня 2007 року. Авіалайнер Boeing 737-8AL авіакомпанії Kenya Airways виконував регулярний міжнародний рейс KQ507 за маршрутом Абіджан — Дуала — Найробі, але через 1 хвилину і 42 секунди після вильоту з Дуали під час грози почав поступово завалюватися вправо, потім увійшов у штопор і впав на землю і повністю зруйнувався. Загинули всі 114 людей, що перебували на його борту, — 108 пасажирів і 6 членів екіпажу.
Катастрофа рейсу 507 стала найбільшою авіакатастрофою в історії Камеруну.

## Розслідування
Розслідування причин катастрофи рейсу KQ507 проводила комісія Управління цивільної авіації Камеруну (англ. Cameroon Civil Aviation Authority, CCAA).
Відповідно до звіту, причиною катастрофи стали численні помилки екіпажу. При польоті вночі над місцевістю без видимих наземних орієнтирів, і навіть не аналізуючи ситуацію з приладів, пілоти втратили орієнтацію у просторі (не була вчасно розпізнана, чи розвивалася поступово). Літак при цьому протягом тривалого часу завалювався у правий крен, що все збільшується, невдовзі досяг граничного значення. Пілоти спробували виправити ситуацію, але, будучи дезорієнтованими у просторі, лише посилили її, після чого втратили контроль над літаком. Багато в чому цьому сприяла погана взаємодія всередині екіпажу, а також плутанина у використанні автопілота.
Керівництво авіакомпанії Kenya Airways зробило ряд зауважень щодо звіту, хоча загалом погодилося з думкою комісії.

## Культурні аспекти
Катастрофа рейсу 507 Kenya Airways показана у 20-му сезоні канадського документального телесеріалу «Розслідування авіакатастроф» в серії «Штормовий зліт».